# Molly Sterling
Molly Sterling (ur. 8 marca 1998 roku w Puckaunie w hrabstwie Tipperary) – irlandzka piosenkarka, reprezentantka Irlandii podczas 60. Konkursu Piosenki Eurowizji w 2015 roku.

## Życiorys

### Dzieciństwo, edukacja
Sterling urodziła się w Puckaunie w hrabstwie Tipperary, gdzie uczęszczała do Kilkenny College. Po ukończeniu szkoły podjęła naukę na koledżu św. Andrzeja w dublińskim Booterstown.

### 2011-12:Tipp Teen Idol
W listopadzie 2011 roku Sterling wzięła udział w konkursie Tipp Teen Idol, który ostatecznie wygrała, dzięki czemu otrzymała możliwość podpisania kontraktu płytowego z wytwórnią Popstar Studios. W 2012 roku wystąpiła na Festiwalu Muzycznego w Kilkenny, podczas którego zdobyła drugą nagrodę w kategorii Solowy wokal dziewczęcy. W czerwcu tegoż roku wystąpiła jako support przed koncertem zespołu Runaway GO w Nenagh Arts Centre.

### Od 2014:Strands of Heart, Konkurs Piosenki Eurowizji
W maju 2014 roku zajęła drugie miejsce w programie All Ireland Schools’ Talent Search telewizji TV3. Na początku listopada 2014 roku wydała swoją debiutancką minipłytę zatytułowaną Strands of Heart, którą nagrała we współpracy z producentem Gregiem Frenchem.
Na początku lutego 2015 roku Sterling znalazła się na liście pięciu finalistów krajowych eliminacji do 60. Konkursu Piosenki Eurowizji, do których zgłosiła się z utworem „Playing with Numbers” napisaną we współpracy z Frenchem. Pod koniec miesiąca piosenkarka wystąpiła w finale selekcji organizowanych podczas talk-show The Late Late Show i zajęła ostatecznie pierwsze miejsce po zdobyciu łącznie 104 punktów w głosowaniu telewidzów oraz jurorów, dzięki czemu została wybrana na reprezentantkę Irlandii podczas Konkursu Piosenki Eurowizji organizowanego w Wiedniu. 21 maja wystąpiła w drugim półfinale konkursu jako druga w kolejności i zajęła ostatecznie 12. miejsce, przez co nie zakwalifikowała się do finału.

## Dyskografia

### Minialbumy (EP)
- Strands of Heart (2014)